# Explosie in RAF Fauld
De explosie in RAF Fauld was een militair ongeval dat plaatsvond op maandag 27 november 1944 om 11:11 in de munitieopslagplaats RAF Fauld in Staffordshire, Engeland. Het was één van de grootste niet-nucleaire explosies die ooit heeft plaatsgevonden en de grootste die heeft plaatsgevonden op grondgebied van het Verenigd Koninkrijk.
Tussen 3900 en 4400 ton aan munitie, waarvan het grootste deel explosieven, ontplofte. De krater veroorzaakt door de ontploffing is tot 30 meter diep en heeft een maximale wijdte van 307 meter, hoewel verschillende bronnen de werkelijke grootte overdreven hebben. De krater is nog steeds zichtbaar ten zuiden van Fauld, ten oosten van Hanbury en staat nu bekend als de Hanbury Crater.
Een nabijgelegen reservoir met 450.000 kubieke meter water werd weggevaagd als gevolg van de explosie, samen met verschillende gebouwen, inclusief een volledige boerderij. Overstromingen veroorzaakt door de vernieling van het reservoir zorgde voor extra schade.
Het precieze aantal doden is onzeker, er wordt gesproken van een 70-tal doden door de explosie en de daaropvolgende overstromingen.

## Oorzaak

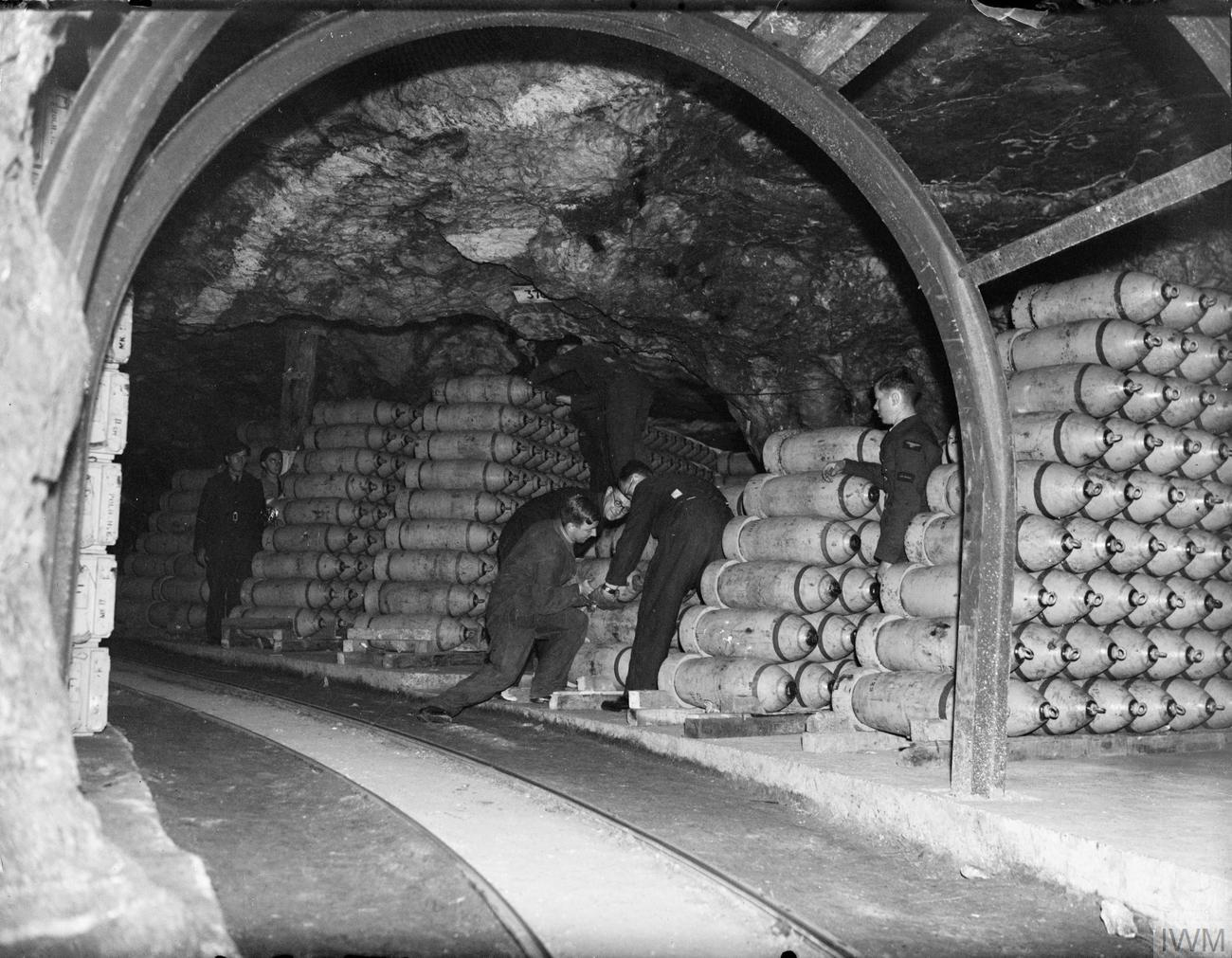
Gestapelde bommen in één van de tunnels in RAF Fauld

De oorzaak van de ramp werd destijds niet gegeven, de Britse overheid wilde namelijk niet dat vijandelijke overheden en defensie de omvang ervan zouden te weten komen. Er waren werkkrachten tekort, een leiderspositie was al meer dan een jaar niet ingevuld en 189 onervaren Italiaanse krijgsgevangenen waren op het moment van het ongeluk aan de slag. Er was een tekort aan uitrusting en een gebrek aan opleiding. Verschillende agentschappen waren aanwezig in de mijn, wat voor een gebrek aan organisatie in de hiërarchie zorgde en er was ten slotte druk van de Britse overheid en het leger om de werksnelheid op te drijven voor de oorlogsinspanning, wat ervoor zorgde dat verschillende veiligheidsvoorschriften werden genegeerd. In 1974 werd verteld dat de oorzaak van de explosie waarschijnlijk één van de werkers was op de site die een ontsteker van een bom met een koperen beitel verwijderde, in plaats van met een houten lat, wat zorgde voor vonken. Een ooggetuige heeft verklaard dat hij een arbeider had gezien die koperen beitels gebruikte, in strijd met de geldende voorschriften.

## Gevolgen
De opslagplaatsen - No. 21 Maintenance Unit RAF Bomb Storage dump - waren oude gipsmijnen die waren ingericht als opslagplaats voor een verscheidenheid aan munitie; naast granaten en bommen waren ook verschillende soorten wapens en tot 500 miljoen kogels voor handvuurwapens aanwezig. Tot 4400 ton aan munitie ontplofte, inclusief 3900 ton bommen met explosief materiaal. Op 17 november 1944, rond 11:15, vonden twee enorme explosies plaats in de opslagplek. Ooggetuigen meldden twee afzonderlijke kolommen zwarte rook die opstegen tot honderden meters hoog, in de vorm van een paddenstoelwolk. Volgens commandant van 21 M.U. (21st Maintenance Unit), kolonel Storrar, vatte een open opslagplaats met brandbommen vuur en werd het gecontroleerd uitgebrand zonder schade of slachtoffers. Schade werd berokkend aan eigendommen in een straal van 1,2 km rond de krater.
Er was puin en schade aan alle eigendommen in een straal van 1300 meter rond de explosie. Upper Castle Hayes Farm, een boerderij, is volledig verdwenen. De kalk- en gipsfabriek in ten noorden van het dorp en verschillende huisjes werden gesloopt. De kalkfabriek werd verwoest door de overstromingen na de vernietiging van de stuwdam. Hanbury Fields Farm, Hare Holes Farm en Croft Farm met aangrenzende huisjes werden allemaal zwaar beschadigd. Puin beschadigde ook Hanbury. De krater was 270 meter bij 213 meter lang, 30 meter diep en besloeg een oppervlakte van 4,9 hectare.

## Slachtoffers
Destijds werden geen documenten met precieze aantallen van arbeiders in RAF Fauld bijgehouden. Hoewel het exacte dodental onbekend is hierdoor, lijkt het erop dat een 70-tal personen overleden zijn tijdens de explosie. Het officiële rapport zegt dat 90 personen overleden, vermist of gewond zijn geraakt, waaronder:
- 26 doden of vermisten in RAF Fauld zelf - verdeeld onder personeel van de RAF, civiele arbeiders en enkele Italiaanse krijgsgevangenen die er werkten - waarvan vijf die vergast zijn door schadelijke gassen; tien personen geraakten zwaargewond. Zes personen zijn begraven in militaire graven.[3]
- 37 doden (verdronken) of vermist in de Peter Ford & Sons gips- en pleisterfabriek en rondom gelegen platteland; twaalf personen gewond.
- Rond de zeven landarbeiders in nabijgelegen boerderij; Upper Castle Hayes Farm.
- Eén duiker stierf tijdens zoek- en reddingsoperaties.[3]

De inscriptie op de gedenksteen die in november 1990 bij de krater is geplaatst, vermeldt in totaal 70 namen van mensen die zijn omgekomen als gevolg van de explosie, 18 van deze namen zijn nog steeds vermist en vermoedelijk overleden.
Tweehonderd runderen werden ook gedood door de explosie. Sommige levende runderen werden nog verplaatst, maar werden de volgende ochtend dood aangetroffen.

## Nasleep

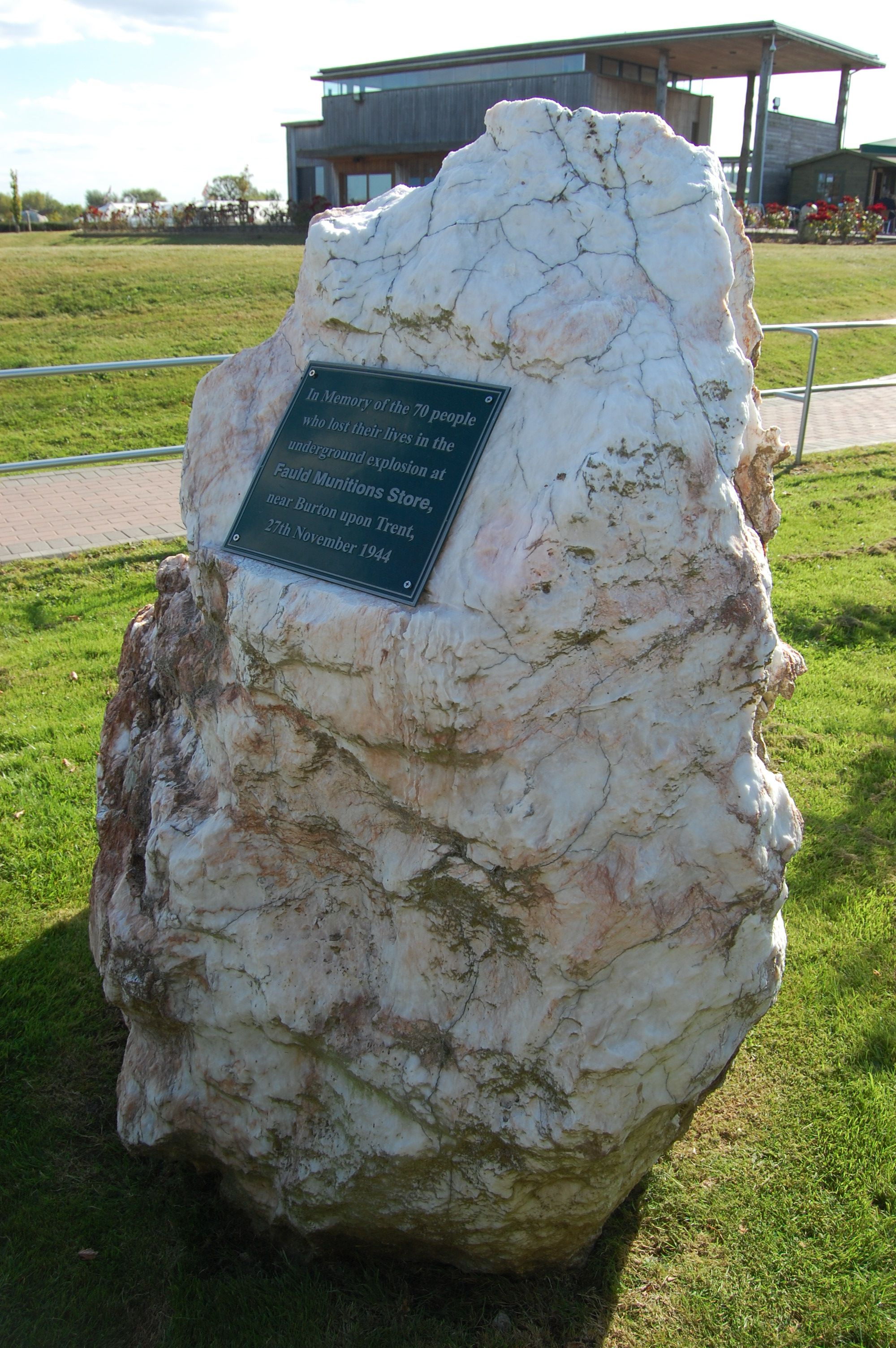
Een gedenksteen voor de slachtoffers geeft 70 slachtoffers weer

Een hulpfonds, opgericht door de lokale bevolking, betaalde tot 1959 slachtoffers en hun families.
Een groot deel van de opslagplaats werd vernietigd in de explosie, maar de site zelf werd nog verder gebruikt door de RAF om munitie op te slaan tot 1966.
Toen Frankrijk zich deels terugtrok uit NAVO werd de locatie tussen 1967 en 1973 door het Amerikaanse leger gebruikt om Amerikaanse munitie op te slaan die eerder in Frankrijk was opgeslagen.
Tegen 1979 was het terrein omheind met hekken, vandaag de dag herbergt het gebied meer dan 150 soorten bomen en flora en fauna. Toegang is verboden aangezien er nog steeds grote aantallen explosieven diep in de grond zitten. De Britse overheid vindt het verwijderen van deze explosieven te duur.
Op 13 september 1990, 46 jaar na de explosie, werd aangekondigd dat er een gedenksteen zou geplaatst worden om de dodelijke slachtoffers te herdenken, betaald door het publiek, de parochieraad van Hanbury had immers de middelen niet. De steen die voor het monument werd gebruikt, werd geschonken door de Italiaanse regering en met een RAF-vliegtuig naar het Verenigd Koninkrijk gevlogen en werd onthuld op 25 november 1990. Een tweede gedenkteken werd onthuld op de 70ste verjaardag van de explosie, op 27 november 2014. Een pad leidt naar de krater vanaf de Cock Inn pub in Hanbury, die werd beschadigd door puin van de explosie.

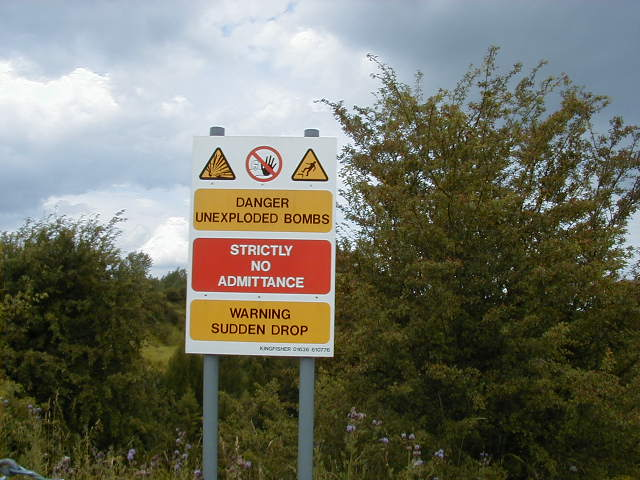
Bord dat waarschuwt voor onontplofte munitie en gevaren veroorzaakt door de krater